# NGC 392

NGC 392

إن جي سي 392 (بالإنجليزية: NGC 392)‏ التي يرمز لها بالرمز NGC 392، هي مجرة، في كوكبة الحوت.

## الاكتشاف
اكتشفت في 12 سبتمبر 1784، بواسطة ويليام هيرشل.